# Stadtkirche Bad Rappenau

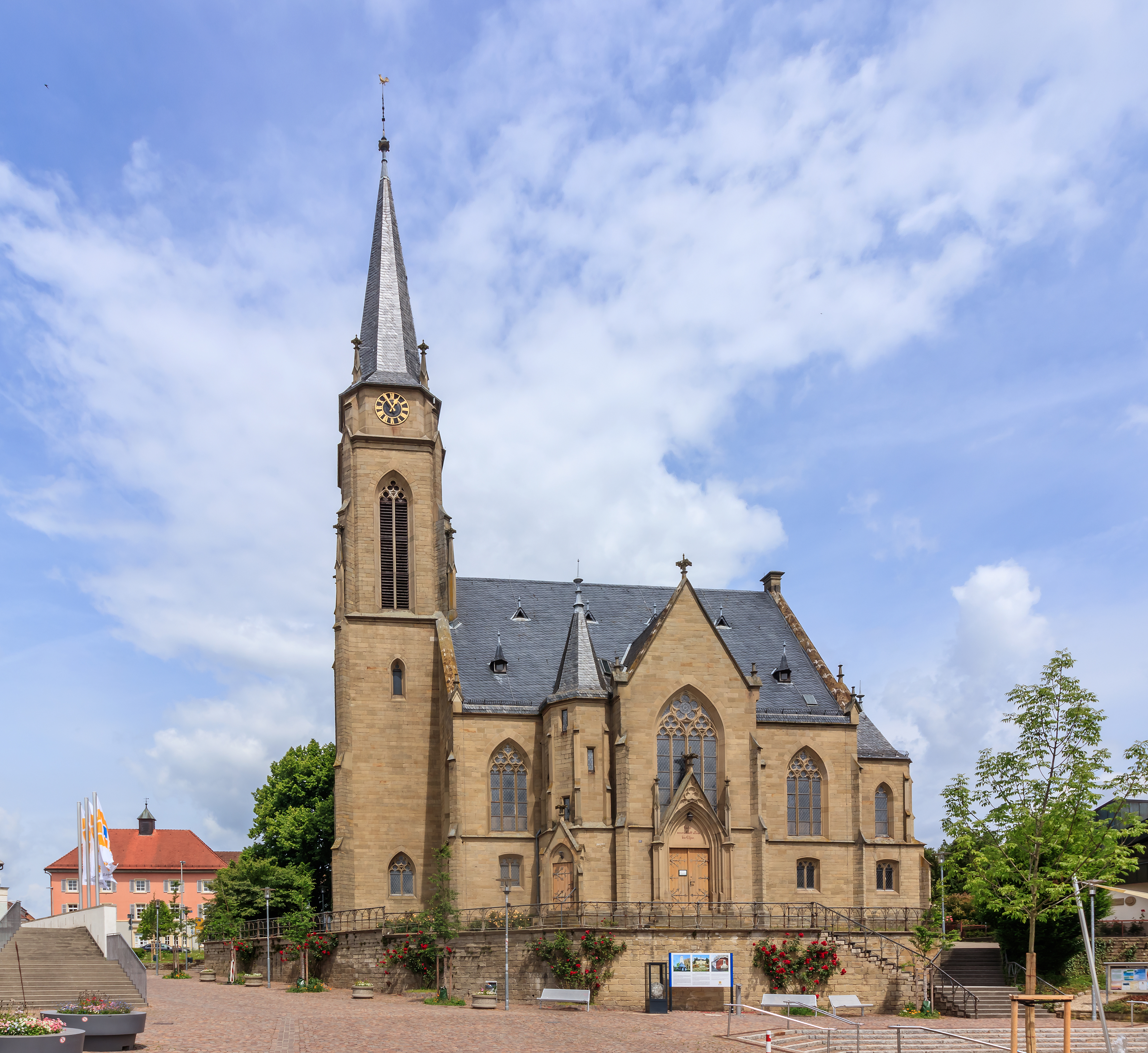
Stadtkirche Bad Rappenau, im Hintergrund links das Alte Rathaus

Die Stadtkirche Bad Rappenau ist eine evangelische Kirche in Bad Rappenau. Die Kirche geht auf ein spätmittelalterliches Vorgängerbauwerk zurück und wurde 1887 neu erbaut. Sie ist ein Kulturdenkmal.

## Geschichte

### Kirchengeschichte

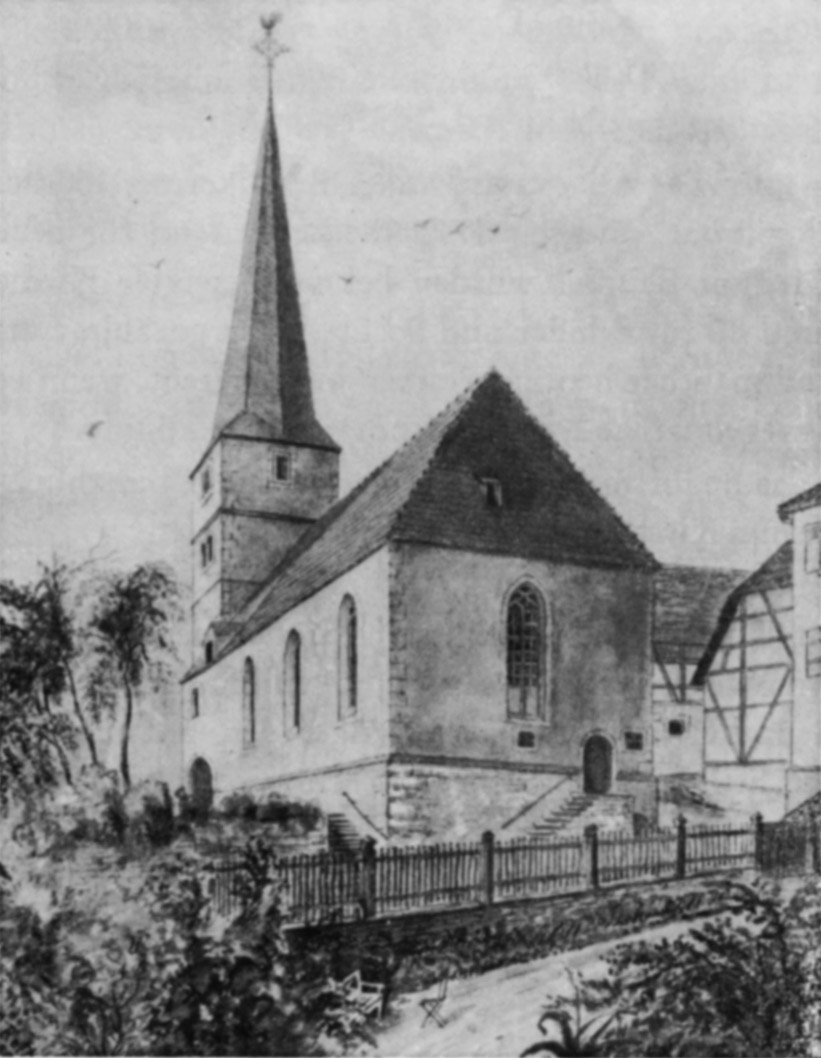
Die alte evangelische Kirche in Rappenau, abgerissen 1887

Das Gebiet der Stadt Bad Rappenau gehörte ursprünglich zum Bistum Worms. Der Wormser Bischof erlaubte 1343 Konrad von Helmstatt, die Filialkapelle Rappenau der Wimpfener Pfarrkirche als eigene Pfarrkirche auszustatten. Das Kirchenpatronat lag bei den Ortsherren, den Herren von Helmstatt. Die Kirche war Johannes dem Täufer geweiht. 1501 wurde an der Stelle der ersten Kirche eine neue Kirche errichtet. Die Kirche bildete mit einem einstmals hier befindlichen Herrensitz, später mit dem benachbarten alten Rathaus und den umliegenden Gebäuden die Mitte des Oberdorfes, des historischen Siedlungskerns der Stadt. Ab 1530 wurde durch die Ortsherren die Reformation eingeführt, infolgedessen war Rappenau über Jahrhunderte eine überwiegend protestantische Gemeinde.
1609 wurde die Kirche erweitert. Das Bauwerk war 22 Meter lang und neun Meter breit. Im Zuge dieser Erweiterung wurde der ursprünglich um die Kirche befindliche Friedhof des Orts aufgegeben und ein neuer Friedhof am Ortsrand eingerichtet. Während des Dreißigjährigen Krieges wurde der Ort 1622 von Tillys Truppen verwüstet. 1634 wird berichtet, die Rappenauer Bürger hätten „getreulich mitgeholfen, Kirche und Pfarrhaus zu plündern und das Inventar zu verkaufen“. Von 1640 bis 1654 war die Pfarrstelle unbesetzt, und der Pfarrdienst wurde von Pfarrern aus umliegenden Orten versehen. 1655 war die Kirche noch immer beschädigt. Der benachbarte Herrensitz war im Dreißigjährigen Krieg auch zerstört worden, seine Steine wurden zum Wiederaufbau des ebenfalls zerstörten Bandhauses verwendet, das sich bis 1970 in der Nachbarschaft der Kirche befand. Die Kirche selbst wurde erst 1686 wieder vollkommen instand gesetzt, in jenem Jahr wurde auch eine neue Kanzel gestiftet. Der Ortsherr Uriel von Gemmingen und seine Frau Ursula stifteten 1698 zwei Bronzeglocken.
1708 wurde die Kirche umfassend renoviert und es wurde eine Sakristei angebaut. In der Zeit von 1761 bis 1854 wurden verschiedene Reparaturen und Umbauten ausgeführt, Mitte des 18. Jahrhunderts wurden die Emporen-Stirnseiten bemalt. 1776 erhielt die Kirche eine Sonnenuhr. Die Kirche wurde jedoch mit ihren Plätzen für 380 Erwachsene und 80 Schüler allmählich zu klein, nachdem die Gemeinde, inzwischen nach dem Übergang an Baden 1806 Teil der Evangelischen Landeskirche in Baden, mit dem Anwachsen von Rappenau ebenfalls angewachsen war. Am 27. Februar 1887 begannen die Abbrucharbeiten nach einem feierlichen Schlussgottesdienst, um Platz für einen geräumigeren Neubau zu schaffen.

### Stadtkirche von 1887

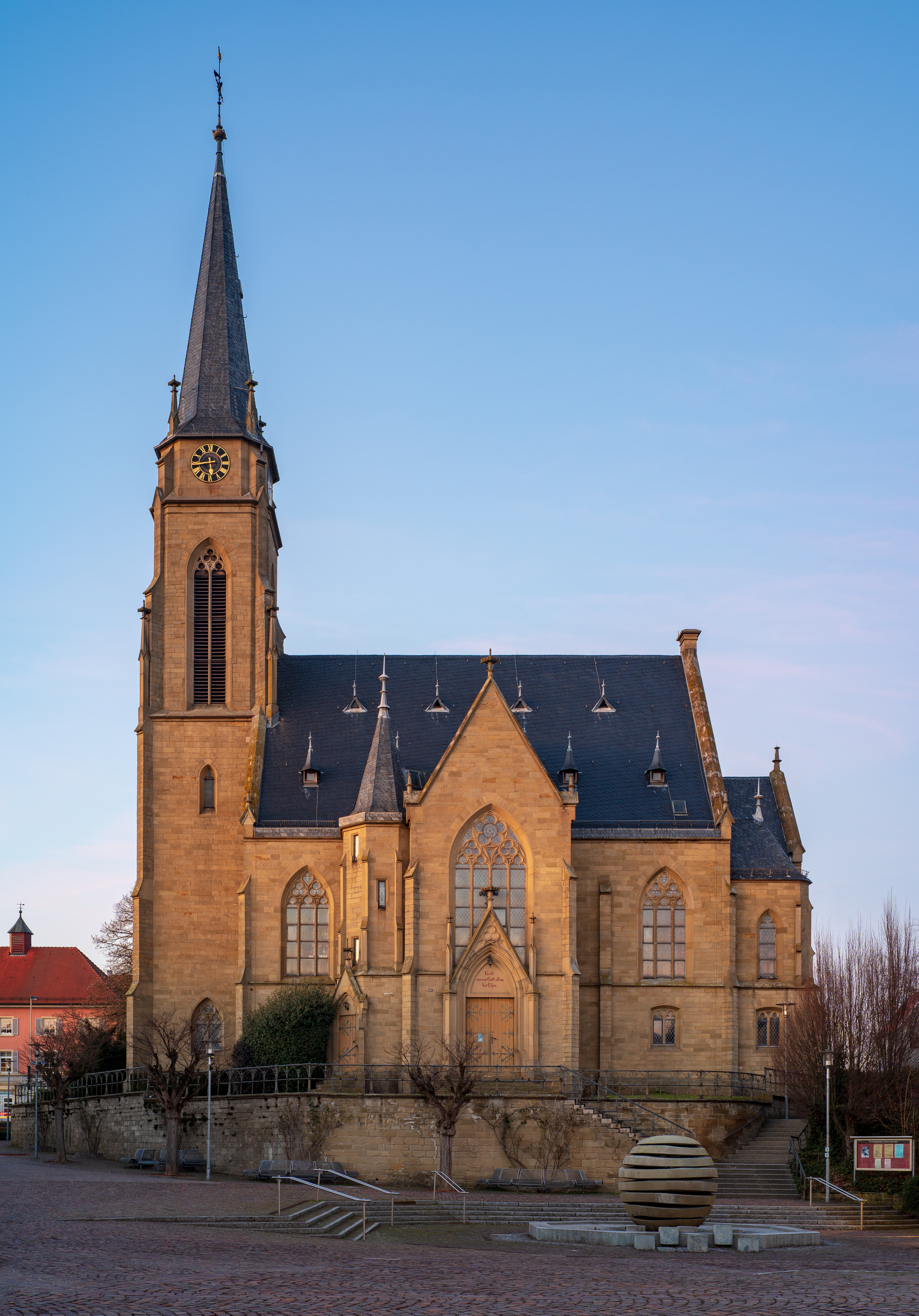
Die Stadtkirche mit Abendsonne

Um Platz für die im Vergleich zum Vorgängerbau wesentlich größere Kirche zu schaffen, wurde der einst flach abfallende Kirchenbuckel aufgeschüttet und der hochliegende Baugrund zum Marktplatz hin durch eine drei Meter hohe Stützmauer befestigt. Der Bau der neuen Kirche dauerte von der Grundsteinlegung am 20. Mai 1887 bis zur Einweihung des Bauwerks am 14. November 1888. Das Jahr der Fertigstellung ist neben dem Westportal eingemeißelt. Während der Bauarbeiten fanden die Gottesdienste in einer als Notkirche hergerichteten Eisenbahnhalle statt.
Die Stadtkirche entstand im Stil der Neugotik nach Plänen des Heidelberger Baurats Hermann Behaghel. Das Gebäude ist 27 Meter lang und 20 Meter breit und wird durchgehend von Strebepfeilern und Fialen gegliedert. An der Südseite der Kirche ist das Hauptportal. Der schlanke Turm an der Westseite der Kirche hat eine Höhe von 47 Metern. Die Turmuhr ist eine Stiftung des Bad Dürkheimer Salinendirektors Heinrich Ott. Dem Turm gegenüber liegt nach Osten der Chor mit Altar und aus dem Vorgängerbau übernommenem Taufstein vor einem sechs Meter hohen Maßwerkfenster mit dem Motiv der Auferstehung Christi aus der Heidelberger Glasmalerwerkstatt Beiler. Links vom Chor befindet sich die Sakristei, rechts vom Chor ist ein Sitzplatz für den Patronatsherrn und seine Familie. Der Innenraum wird von einem etwa 10 Meter hohen Kappengewölbe aus Holz überdacht. Das neue Kirchengebäude war für insgesamt 650 Besucher ausgelegt, von denen 250 auf der umlaufenden Empore Platz fanden. Auf der Empore befand sich an der nördlichen Seite des Langhauses ursprünglich auch die Orgel, bevor sie bei einer Sanierung 1988 an anderer Stelle des Kirchengebäudes aufgestellt wurde.
1980 wurde neben der Kirche das Martin-Luther-Haus als Gemeindezentrum errichtet. Im Jahr 1988 wurde die Kirche für über 1 Mio. DM umfassend renoviert, wobei die Gestalt der Kirche, die sich durch verschiedene kleinere Umbauten seit ihrer Errichtung sukzessive verändert hatte, wieder zu ihrer ursprünglichen Form zurückgeführt wurde.
Die Kirchengemeinde Bad Rappenau gehörte ursprünglich zum Kirchenbezirk Sinsheim, ab 1975 zum Kirchenbezirk Eppingen-Bad Rappenau, welcher zum 1. Januar 2005 mit dem Kirchenbezirk Sinsheim zum neuen Kirchenbezirk Kraichgau fusionierte.

## Glocken
Im Glockenturm der Stadtkirche wurden ursprünglich die alten Glocken, die noch vom Vorgängerbau stammten, aufgehängt. Dabei handelte es sich um zwei 1841 und 1851 bei der Glockengießerei Bachert in Kochendorf aus den alten Bronzeglocken von 1698 umgegossene Glocken sowie eine auf eine Stiftung der Eheleute Koder hin 1845 neu beschaffte, bei Riedel in Wiesenthal gegossene dritte Bronzeglocke. 1917 wurden die beiden alten Bachert-Glocken zu Rüstungszwecken abgeliefert, die verbliebene Glocke von 1845 war kurz nach Kriegsende zersprungen und wurde 1920 bei Bachert in Karlsruhe umgegossen. 1921 kamen wieder zwei bei Bachert in Kochendorf gegossene Bronzeglocken hinzu, jedoch mussten 1942 die beiden schwersten Glocken abermals abgeliefert werden, so dass nur noch die 1921 bei Bachert gegossene Bronzeglocke mit dem Schlagton h‘, einem Durchmesser von 78,5 Zentimeter und einem Gewicht von 250 kg im Turm verblieb. 1950 kamen schließlich vier beim Bochumer Verein gegossene Stahlglocken, für die ein neuer Glockenstuhl errichtet wurde. Die Glocken haben die Schlagtöne cis‘, e‘, fis‘ und a‘, Durchmesser von 98 bis 160 cm und jeweils ein Gewicht von 339 bis 1586 kg. Die noch vorhandene ältere kleine Bronzeglocke von 1921 wurde an die Evangelische Kirchengemeinde in Siegelsbach verkauft.

## Innenansichten

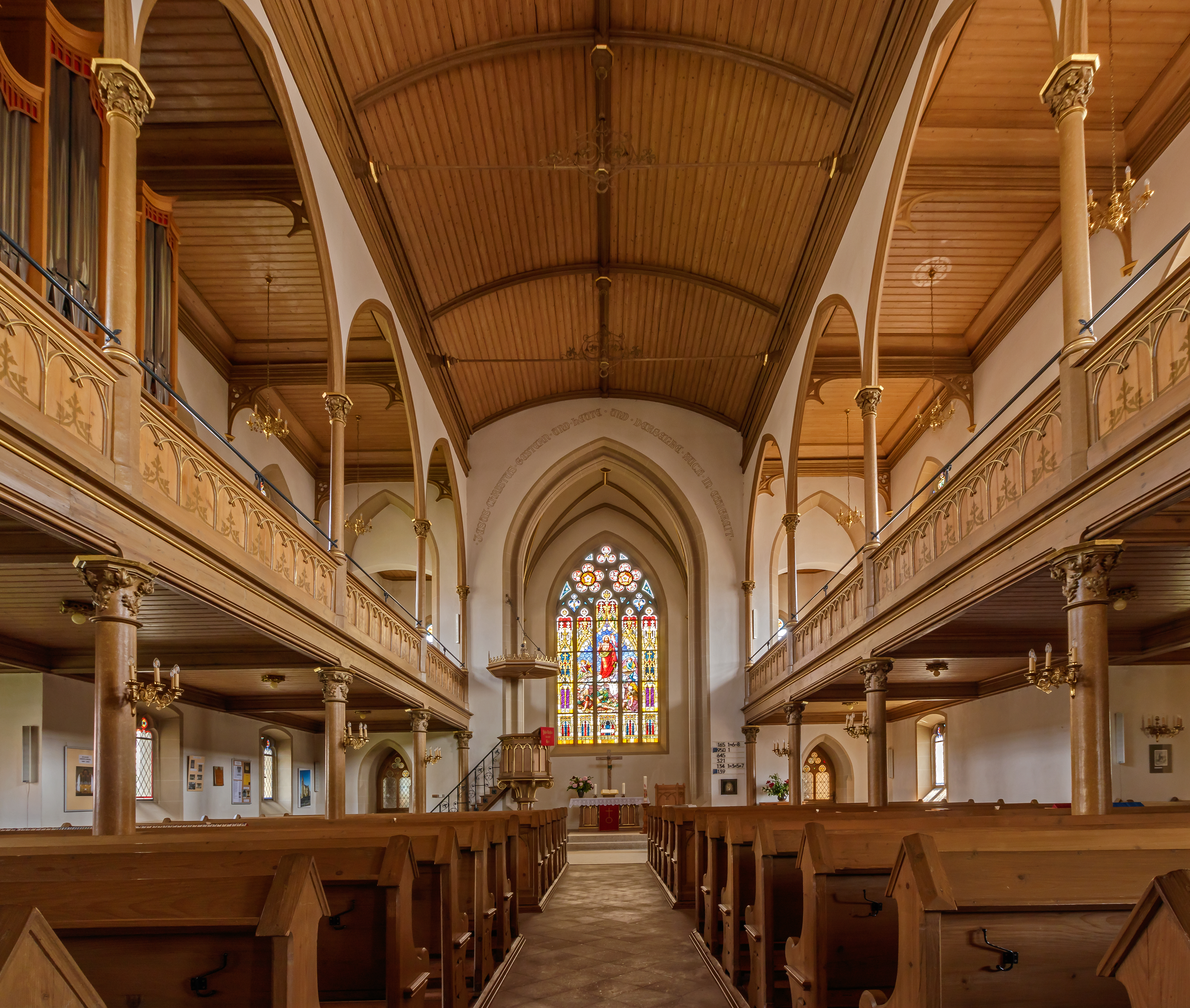
Innenraum
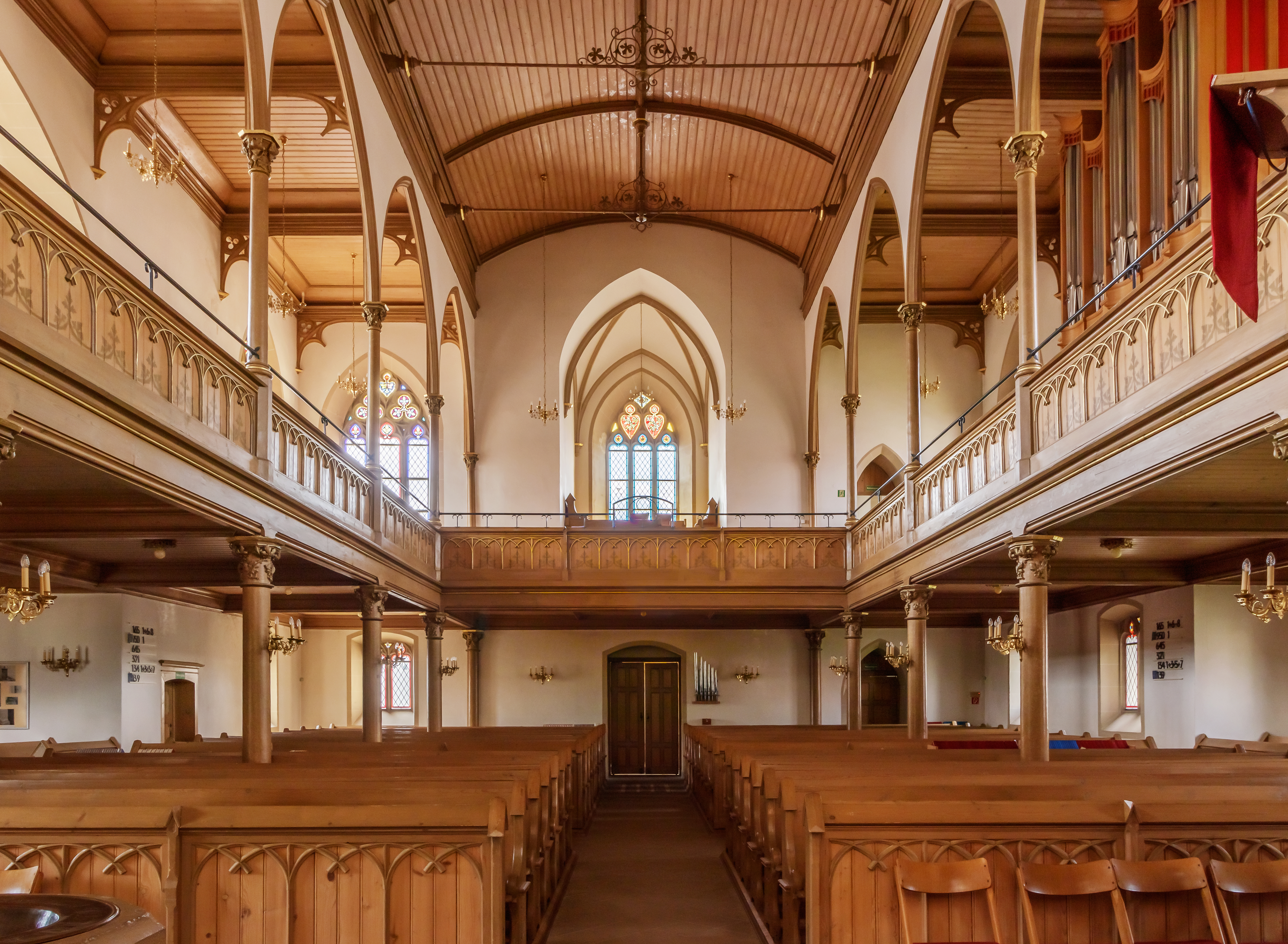
Innenraum
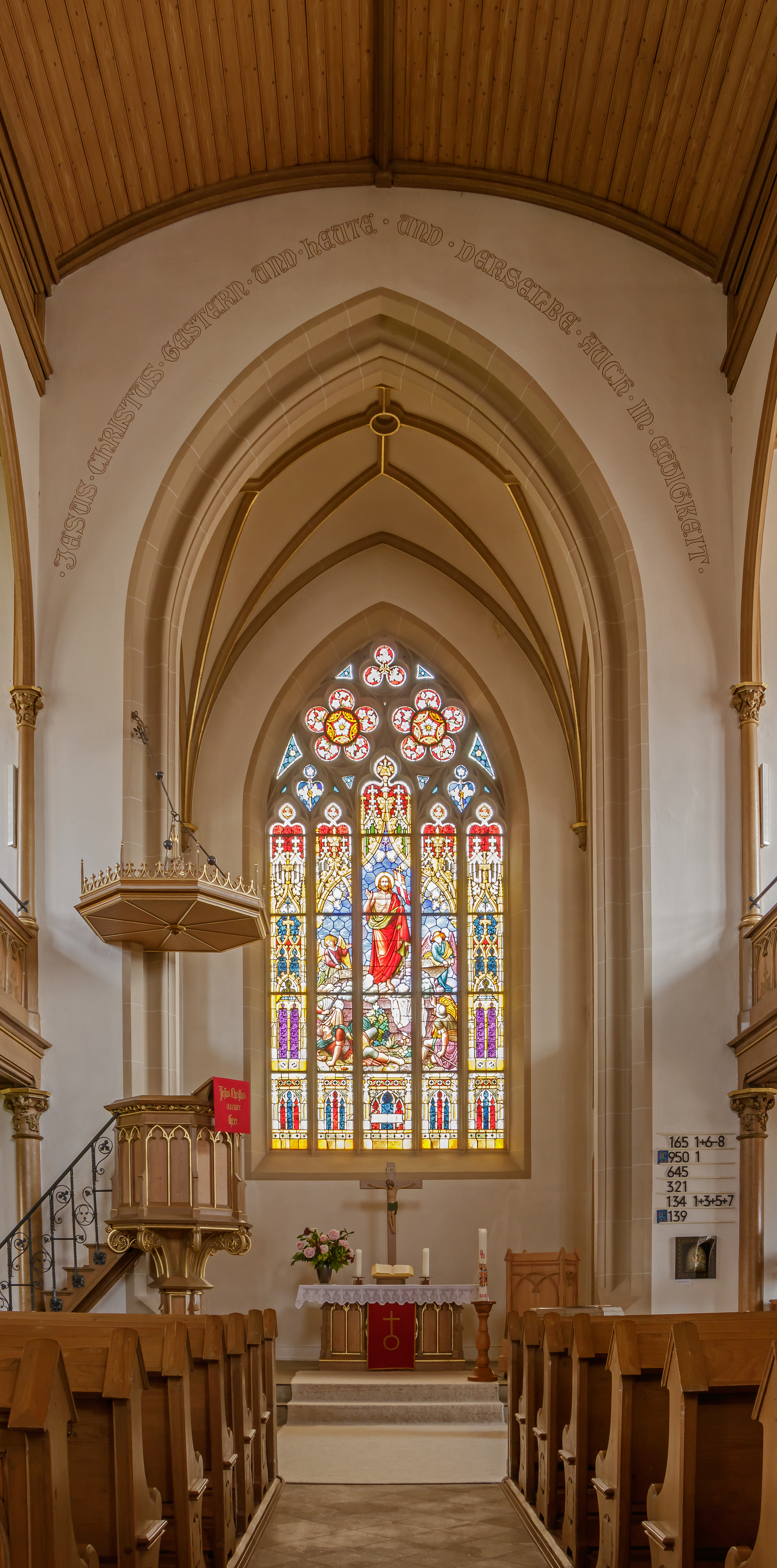
Altarraum
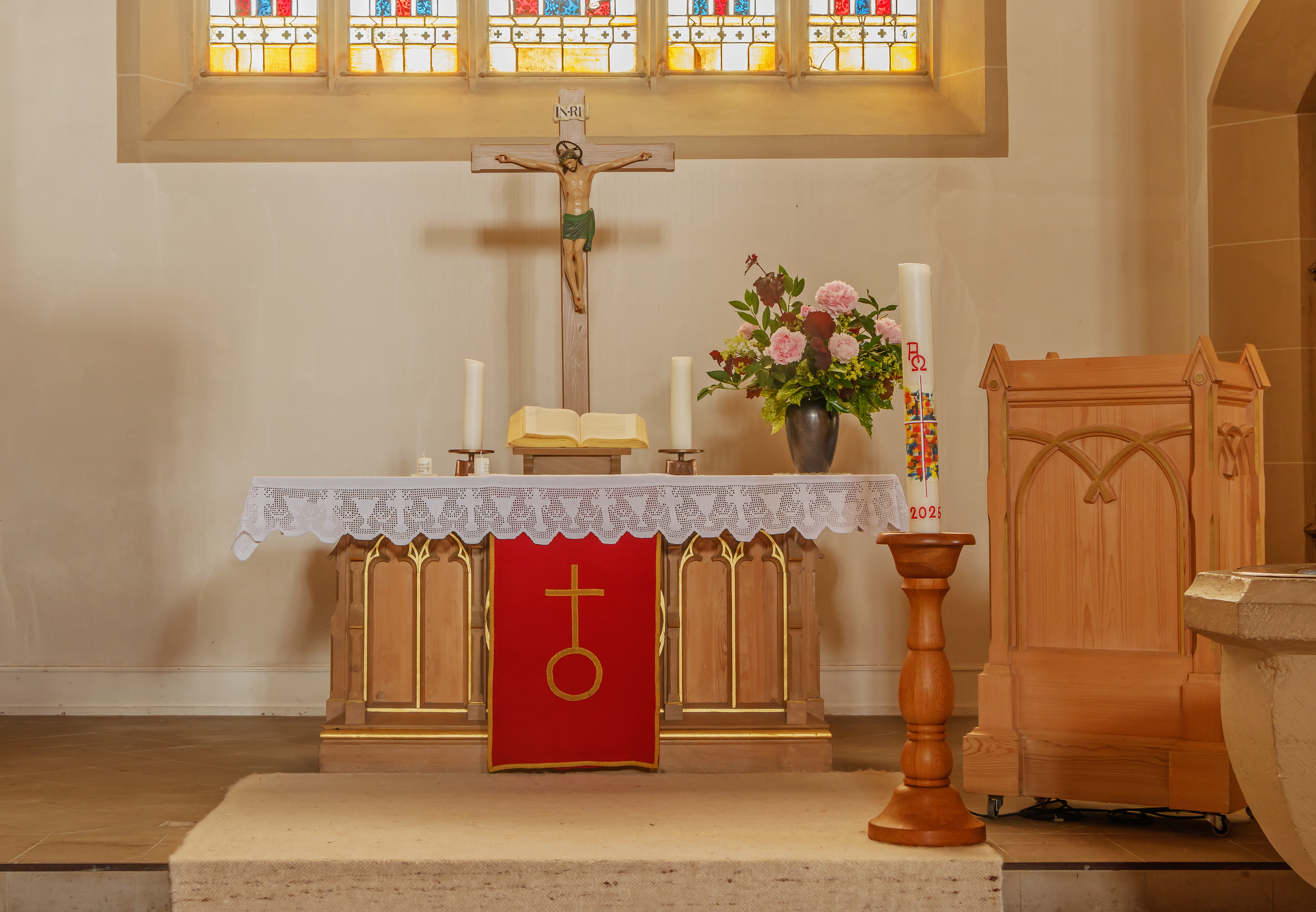
Altar
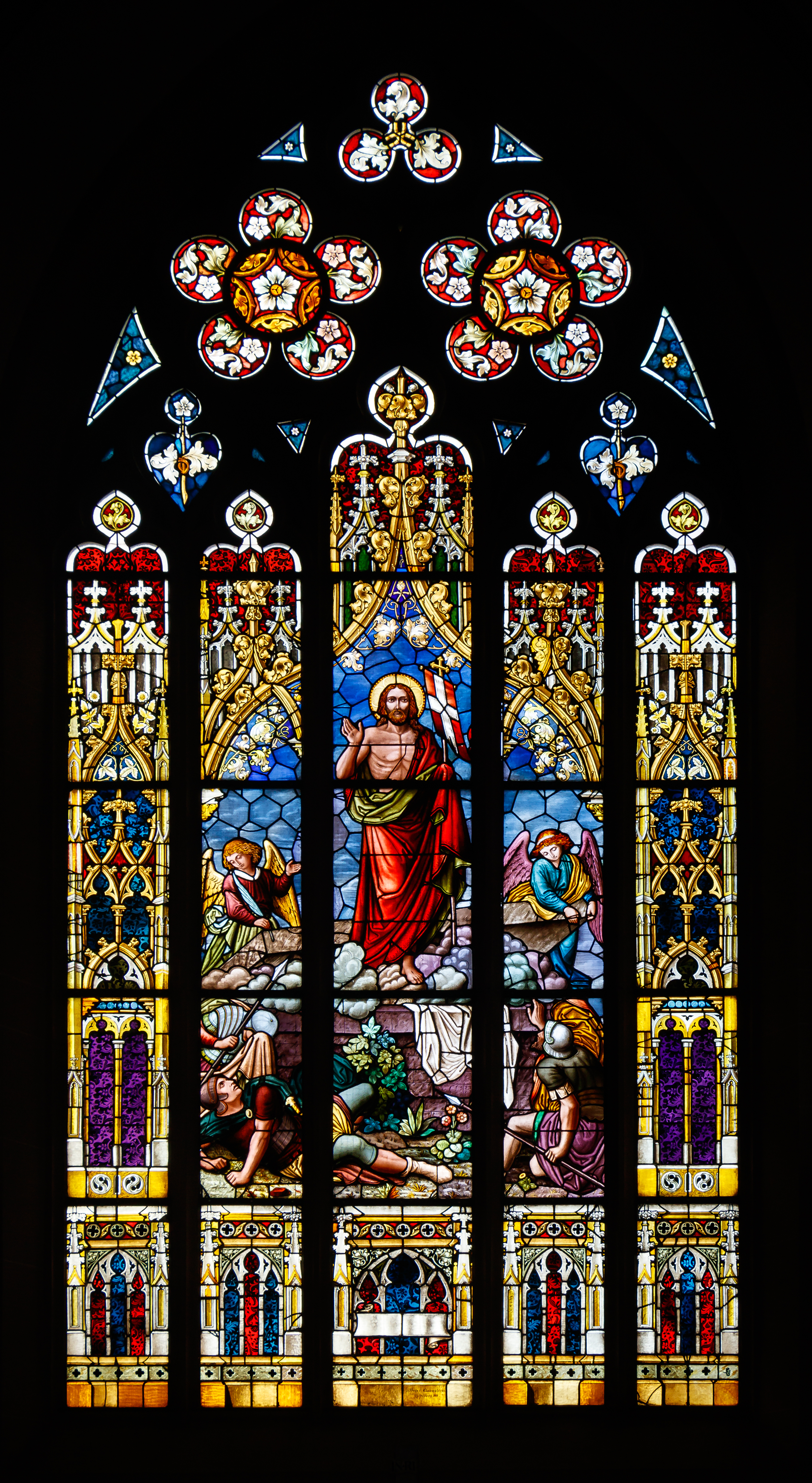
Altarfenster
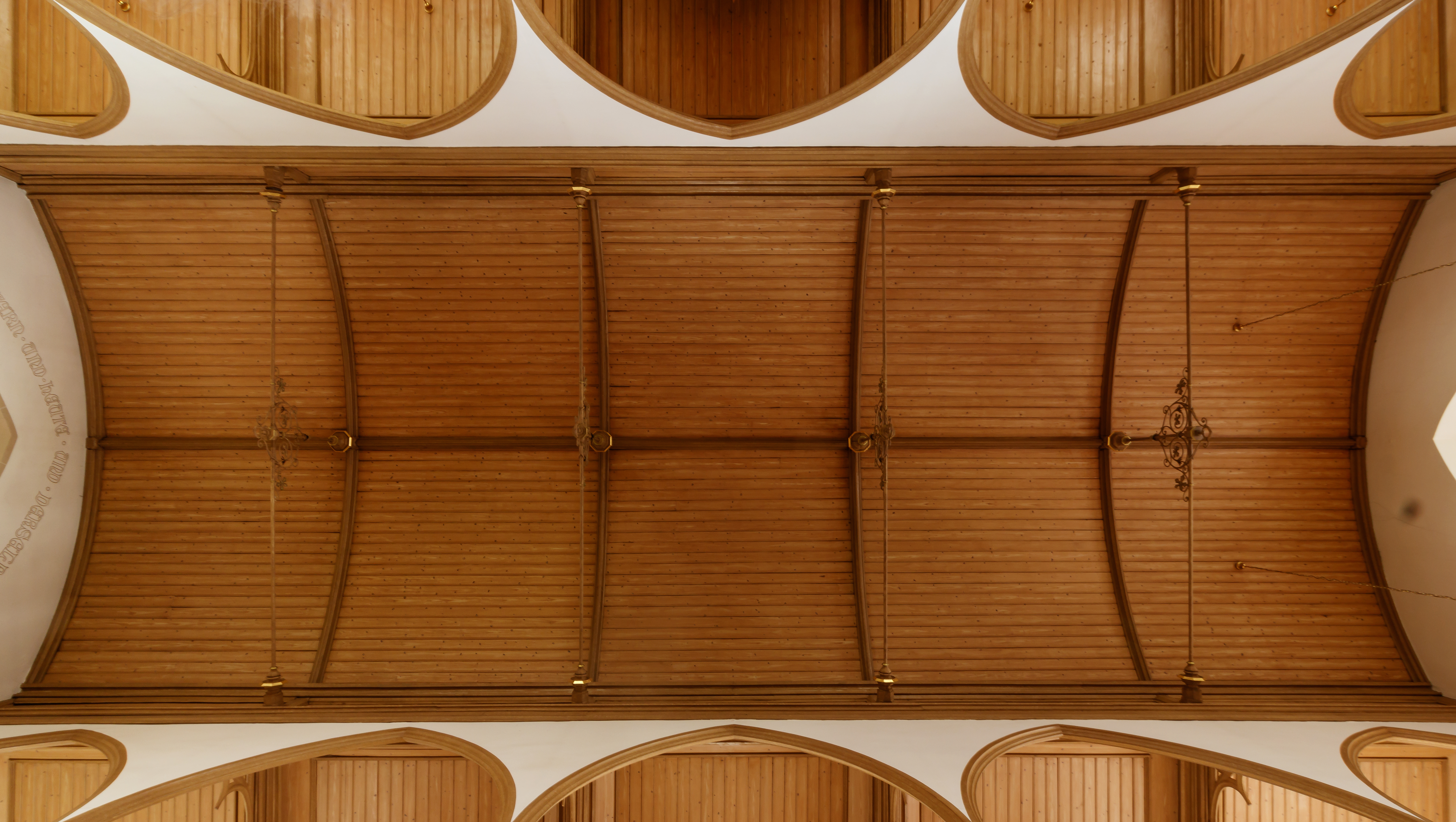
Deckengewölbe
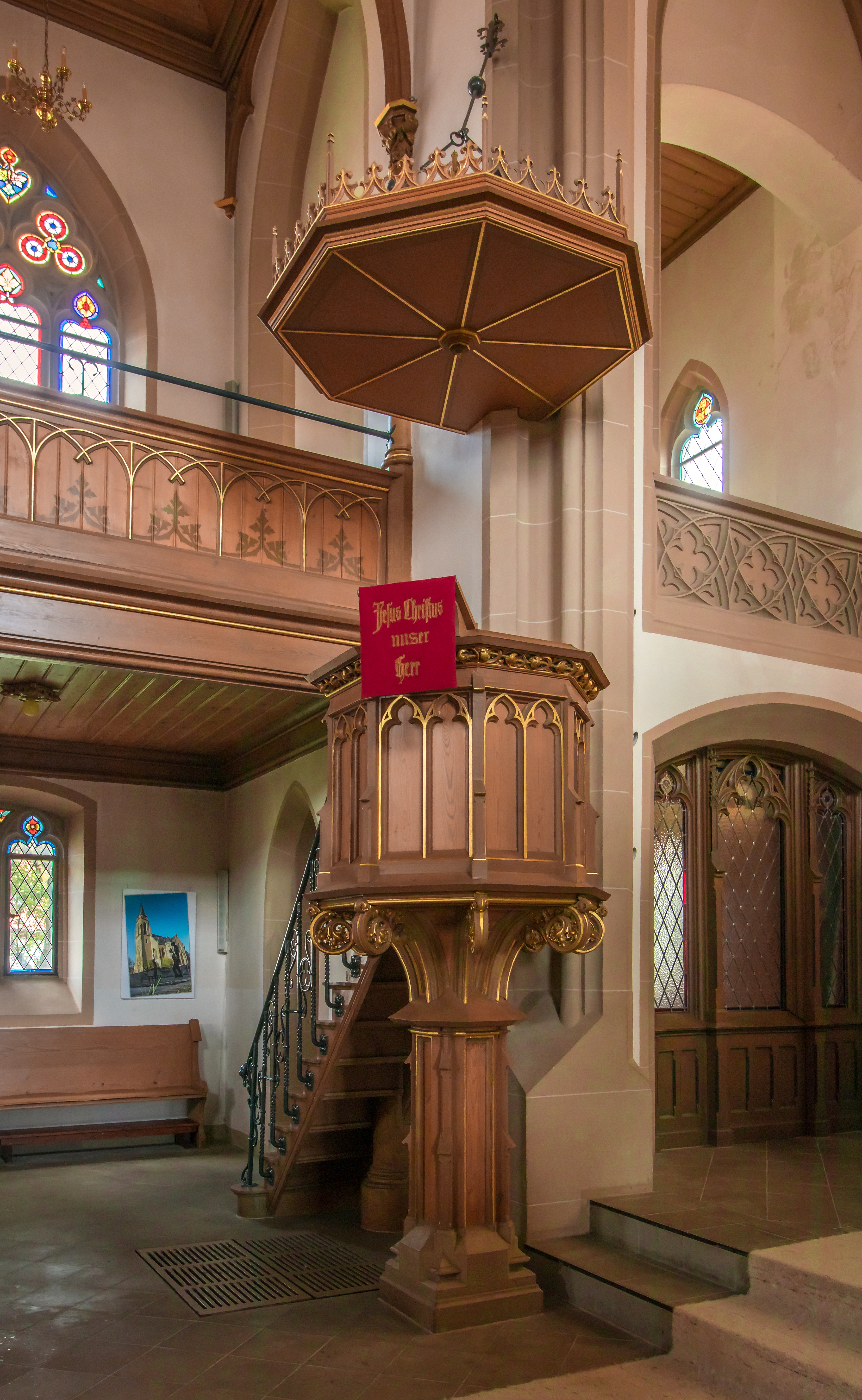
Kanzel
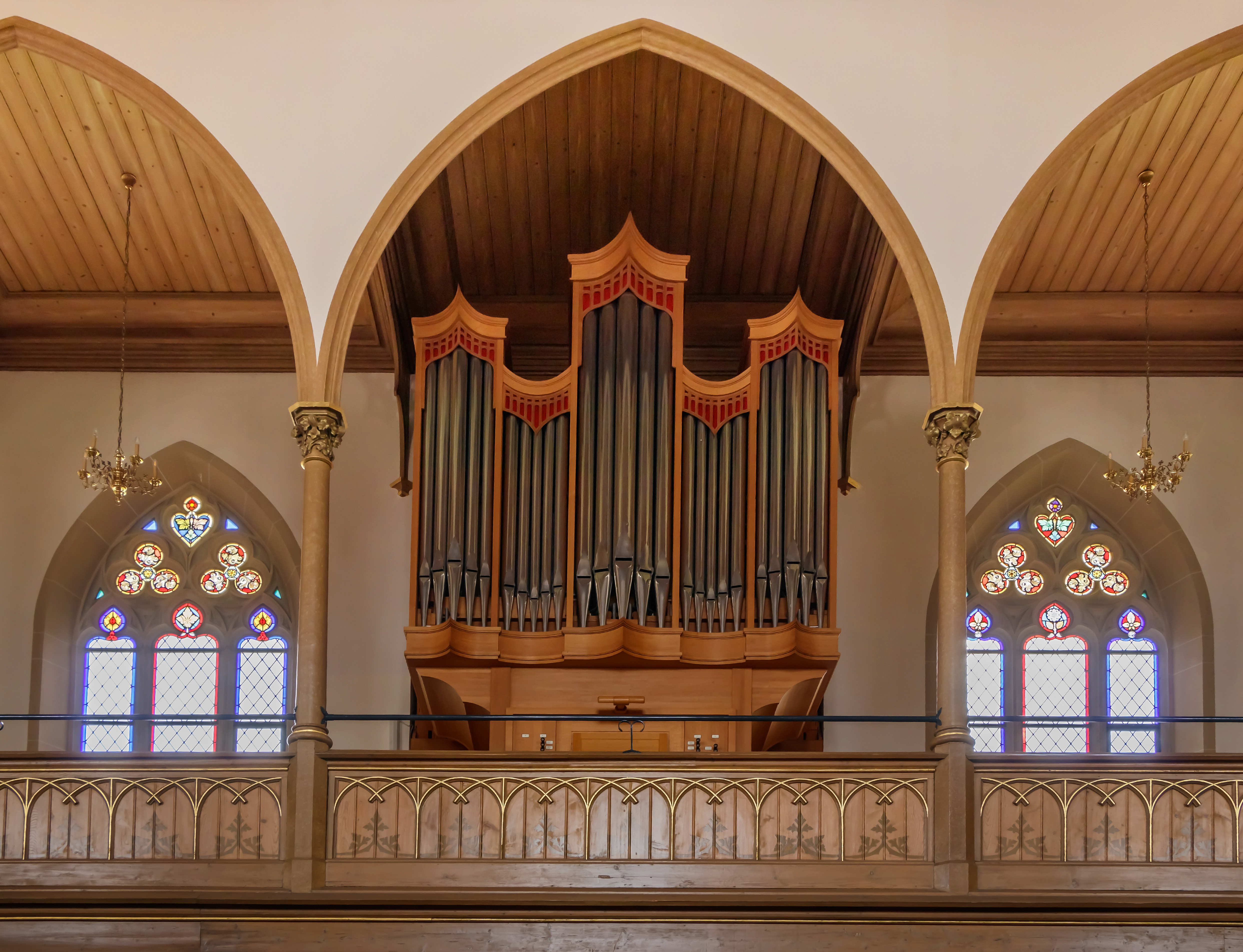
Orgel
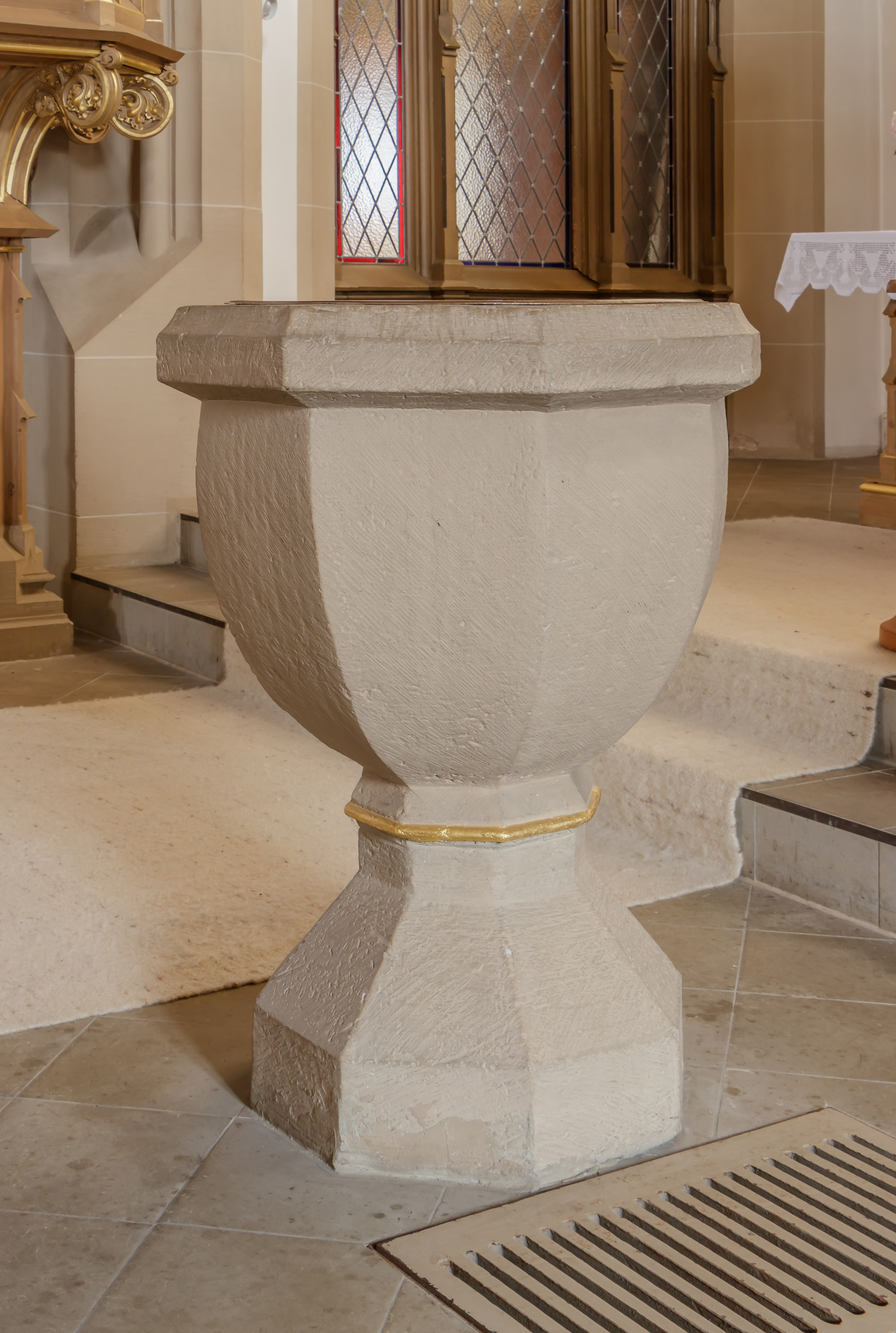
Taufbecken